# 菲茨罗伊广场

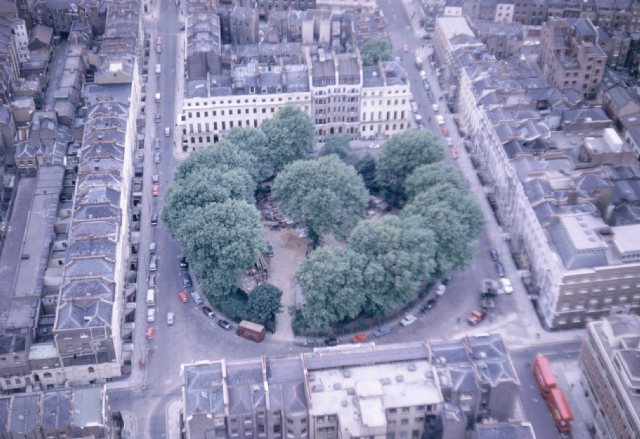
菲茨罗伊广场

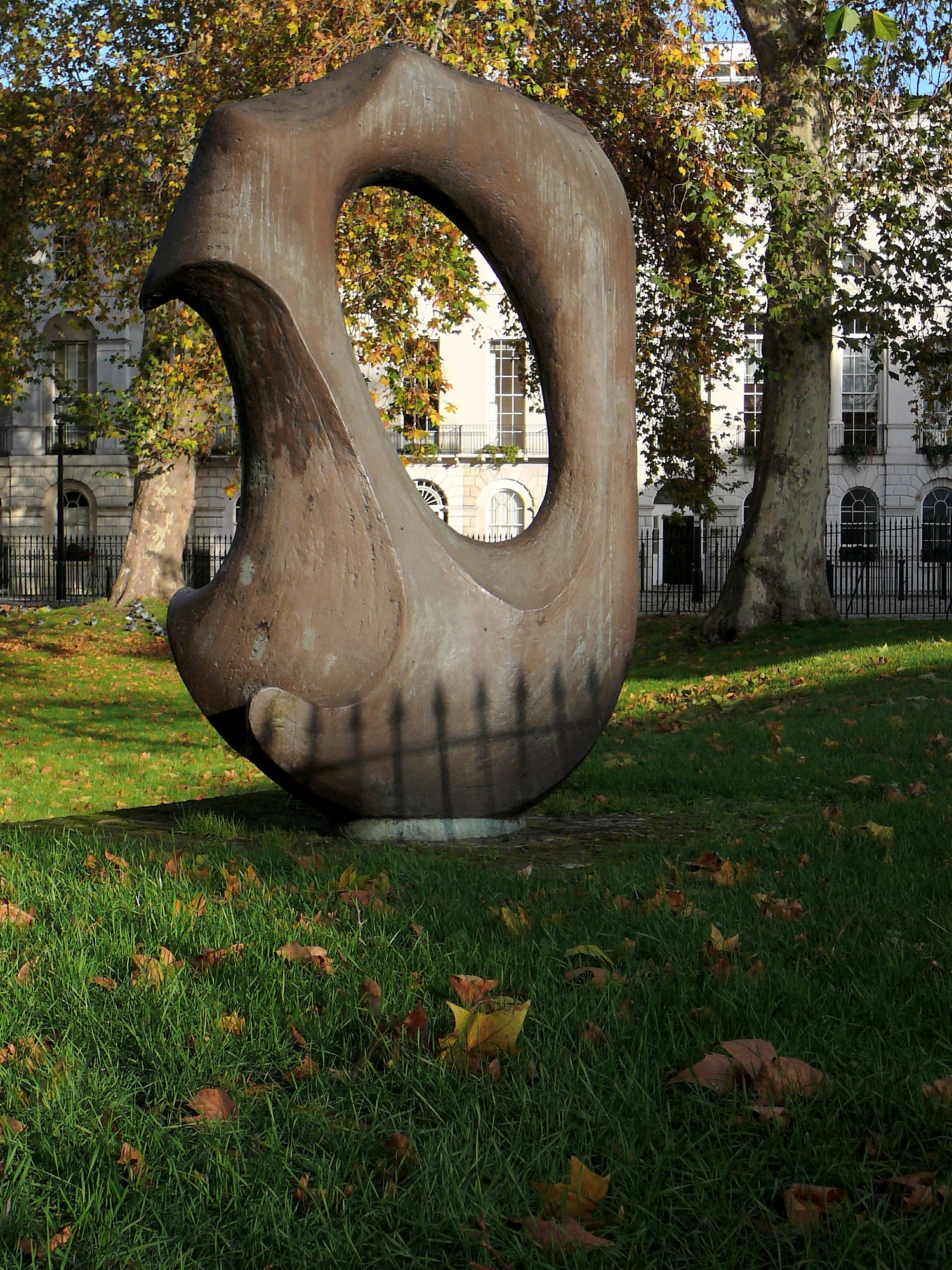

菲茨罗伊广场（Fitzroy Square）是英国伦敦市中心卡姆登区菲茨罗维亚保护区的一个乔治式广场，主要是步行区。

## 历史
菲茨罗伊广场得名于业主第2任格拉夫顿公爵查尔斯·菲茨罗伊。他的后裔第1任南安普敦男爵查尔斯·菲茨罗伊在18世纪末和19世纪初开发这一区域，为贵族家庭提供伦敦住所，分四个阶段完成。
萨克雷的小说《名利场》中描述菲茨罗伊广场为“英印区”，许多来自印度的退休官员居住于此。2009年电影《爱玛》在此拍摄。

## 建筑
该广场有许多著名的建筑，许多建筑悬挂蓝色牌匾。1号、1A、2-8号和33-40号均为一级保护建筑。
- 8号是画家詹姆斯·麦克尼尔·惠斯勒住所。
- 9号是化学家奧古斯特·威廉·馮·霍夫曼住所（1818年至1892年）。
- 21号是英国政治家首相索尔兹伯里勋爵住所。现在是莫桑比克高级专员公署。
- 23号是利比里亚大使馆。
- 27号是戏剧评论家威廉·阿彻住所[3]。
- 29号：萧伯纳住所（1887-1898）、弗吉尼亚·伍尔夫住所（1907-1911）
- 菲茨罗伊广场33号：罗杰·弗莱的欧米茄工作坊（Omega Workshop），从1913年至1919年，创造前卫的家具[4]
- 34-35号，盖·里奇所有。
- 37号：艺术家福特·马多克斯·布朗住所，他的孙子，作家福特·马多克斯·福特童年的家。

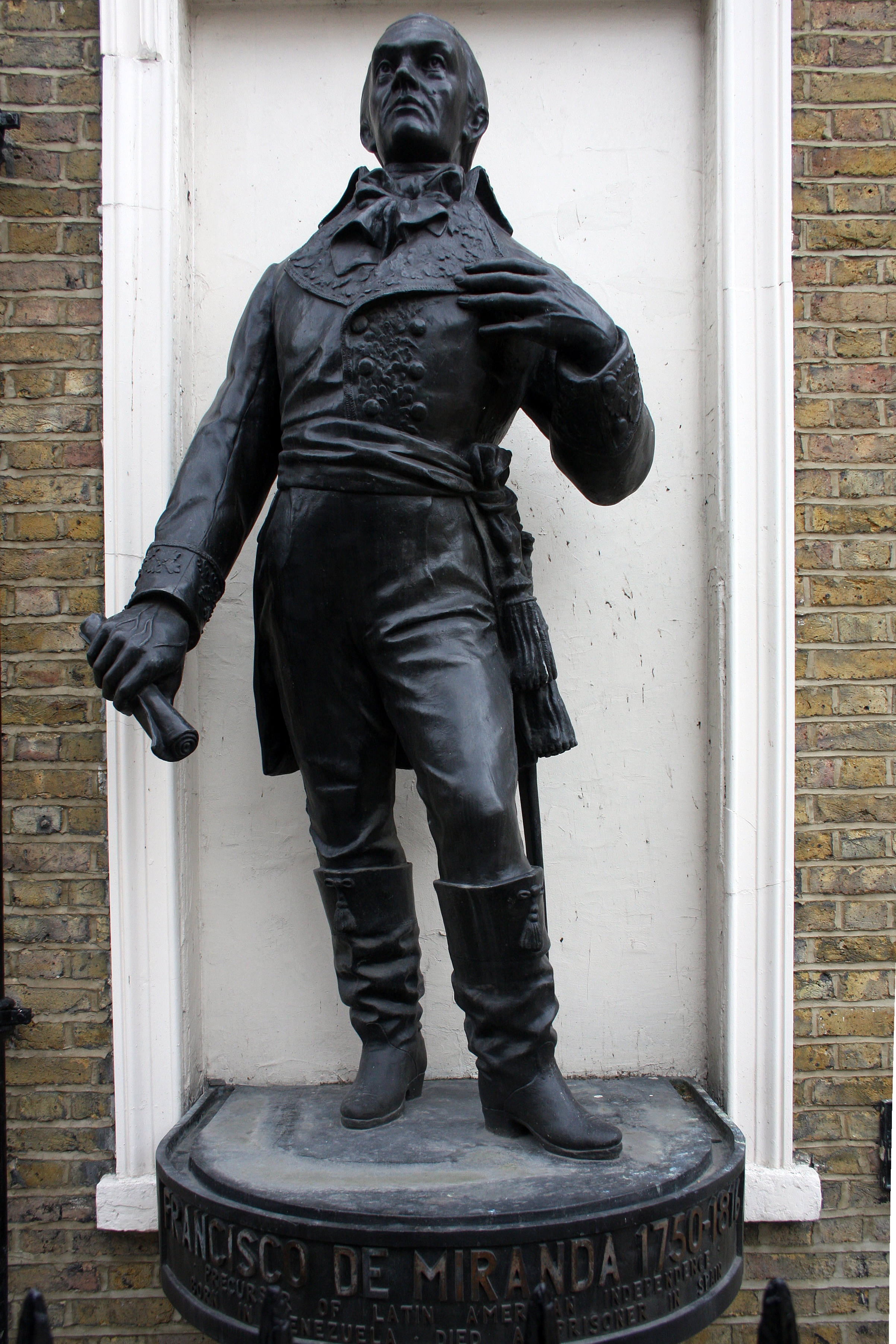